# Smoke City
Smoke City è stato un gruppo musicale britannico di genere acid jazz e trip hop, con influenze di musiche brasiliane come il samba e la bossa nova.

## Storia
Il gruppo si è formato nel 1996 dall'unione artistica della cantante Nina Miranda e degli strumentisti Mark Brown e Chris Franck ed è conosciuto principalmente per il singolo Underwater Love, di successo in tutta l'Europa nel 1997, anno in cui è stato pubblicato anche l'album di debutto del gruppo, Flying Away, per l'etichetta discografica Jive.
Il gruppo si è sciolto nel 2002 in seguito allo scarso successo del secondo album, Heroes of Nature, pubblicato l'anno prima dalla Jive.

## Discografia

### Album in studio
- 1997 - Flying Away
- 2001 - Heroes of Nature

### Singoli
- 1997 - Underwater Love
- 1997 - Mr. Gorgeous (And Miss Curvaceous)